# Giuseppe Tomasi di Lampedusa

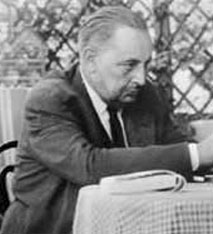

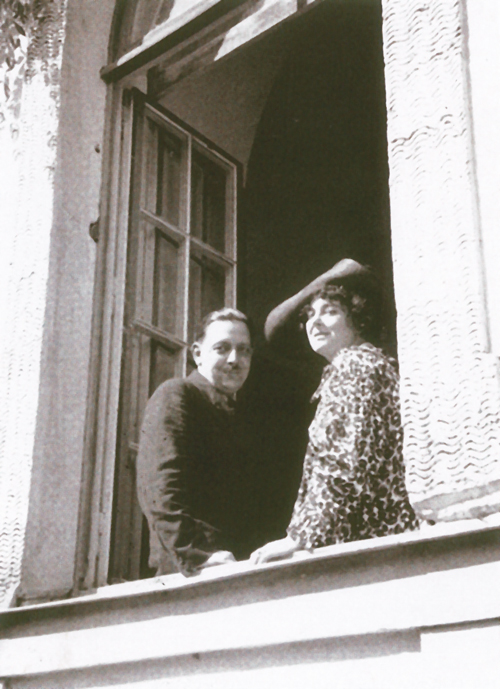
Giuseppe Tomasi di Lampedusa w pałacu w Stommersee w Inflantach (lata 30. XX wieku)

Giuseppe Tomasi di Lampedusa (ur. 23 grudnia 1896 w Palermo, zm. 23 lipca 1957 w Rzymie) – włoski pisarz i arystokrata, książę Lampedusy i diuk Palmy.

## Życiorys
Urodził się w Palermo na Sycylii, w rodzinie arystokratycznej Giulia Maria Tomasiego, księcia Lampedusa, diuka Palma di Montechiaro.
W czasie pierwszej wojny światowej służył jako oficer artylerii. Dostał się do niewoli na Węgrzech, ale uciekł i na piechotę powrócił do Włoch. Wydarzenia te spowodowały u niego problemy nerwowe i uniemożliwiły karierę dyplomaty, do której był przygotowywany.
Posiadany majątek pozwolił mu na poświęcenie się rozwojowi intelektualnemu – czytał literaturę piękną w kilku językach obcych, dyskutował o niej w grupie najbliższych przyjaciół, pisał dla własnej przyjemności.
W 1932 ożenił się z Alexandrą von Wolff, pochodzącą z niemieckiej, arystokratycznej rodziny, mieszkającej na Łotwie w rodowej rezydencji w Stāmerienie (niem. Stomersee).
Był przeciwnikiem dyktatury Benita Mussoliniego, w okresie rządów faszystów starał się jednak trzymać z daleka od spraw publicznych. Pod koniec życia, jako znawca literatury francuskiej i angielskiej, prowadził prywatne wykłady dla studentów uniwersytetu w Palermo.
Zmarł w 1957 w Rzymie.
Zarówno jego najsłynniejsza powieść Lampart, jak i inne dokonania literackie zostały opublikowane już po jego śmierci.

## Twórczość

### Lampart
Jako pisarz zasłynął dzięki pisanej w latach 1955–1957, a wydanej w 1958 już po jego śmierci książce Lampart (wł. Il Gattopardo). Dzieło, napisane w konwencji powieści XIX-wiecznej, ukazuje schyłek świata starej burbońskiej arystokracji na Sycylii w czasach zjednoczenia Włoch. Powieść w samych Włoszech miała ponad sto wznowień.
W 1959 roku powieść wyróżniono najbardziej prestiżową włoską nagrodą literacką – Nagrodą Stregi.
W 1963 Lampart został sfilmowany przez włoskiego reżysera Luchina Viscontiego z gwiazdorską obsadą – w rolach głównych wystąpili Burt Lancaster (jako tytułowy Lampart – książę Fabrizio Salina), Alain Delon i Claudia Cardinale. Film zdobył wiele nagród i wyróżnień – na festiwalu w Cannes w 1963 został wyróżniony Złotą Palmą. Znalazł się także na watykańskiej liście 45 filmów fabularnych, które propagują szczególne wartości religijne, moralne lub artystyczne, a w plebiscycie krytyków filmowych, zorganizowanym w 2012 r. przez czasopismo Brytyjskiego Instytutu Filmowego „Sight & Sound”, zajął 57. miejsce.
W 2009 ukazała się w Polsce książka Davida Gilmoura Ostatni Lampart. Życie Giuseppe Tomasi di Lampedusy, będąca opowieścią biograficzną o artyście. W październiku 2009 ukazał się nowy polski przekład najsłynniejszej książki autora, pod tytułem Gepard pióra Stanisława Kasprzysiaka (tytuł jest trudny do przetłumaczenia, gdyż dosłownie oznacza przedstawiciela rodziny kotowatych. W książce il gattopardo jest herbem rodowym rodziny Salina).
Di Lampedusa pisał także opowiadania oraz eseje poświęcone twórczości Stendhala i Szekspira (wydane również w Polsce), jednak żadne z jego dzieł nie cieszy się sławą zbliżoną do Lamparta.

## Publikacje
Książki Giuseppe Tomasiego wydane po polsku:
- Lampart (1961) (wł. Il gattopardo, 1958), wydanie z 2008 jako Gepard
- Opowiadania (1964) (wł. Racconti, 1961)
- O Stendhalu (wł. Lezioni su Stendhal)
- Szekspir (wł. Il mito, la gloria)

## Upamiętnienie
Na jego cześć jedna z planetoid pasa głównego została nazwana (14846) Lampedusa.